# أبا عقيل (آيت سعدلي لوطا)
أبا عقيل هو دُوَّار يقع بجماعة أبادو، إقليم الحوز، جهة مراكش آسفي في المملكة المغربية. ينتمي الدوّار لمشيخة آيت سعدلي لوطا التي تضم 21 دوار. يقدر عدد سكانه بـ 260 نسمة حسب الإحصاء الرسمي للسكان والسكنى لسنة 2004.

## روابط خارجية
- البوابة الوطنية للجماعات الترابية
- المندوبية السامية للتخطيط